# Molí Vell (Argençola)
El Molí Vell és una obra d'Argençola (Anoia) inclosa a l'Inventari del Patrimoni Arquitectònic de Catalunya.

## Descripció
Conjunt de ruïnes d'habitacle, molí i altres dependències, queda la volta apuntada del que havia estat molí, les moles i s'hi veu també, la façana d'època posterior del reste del molí, damunt seu l'enderroc de l'habitacle.
Es conserva la volta ogival del que era el molí, la mola i el desguàs. Sobre el molí hi romanen les restes del que era la part d'habitatge actualment en runes. La basa i el cup estan situats al capdamunt de l'antic edifici i formen part d'un habitatge recentment rehabilitat

## Història
Per damunt del molí i passa el antic camí de Sta. Coloma a Clariana.